# Villa María Challenger 2022
Il Villa María Challenger 2022 è stato un torneo maschile tennis professionistico. È stata la 1ª edizione del torneo, facente parte della categoria Challenger 80 nell'ambito dell'ATP Challenger Tour 2022, con un montepremi di 53 120 $. Si è svolto dal 19 al 25 settembre 2022 sui campi in terra rossa del Sport Social Club di Villa María, in Argentina.

## Partecipanti

### Teste di serie
| Nazionalità | Giocatore                     | Ranking* | Testa di serie |
| ----------- | ----------------------------- | -------- | -------------- |
| Perù        | Juan Pablo Varillas           | 100      | 1              |
| Argentina   | Camilo Ugo Carabelli          | 116      | 2              |
| Argentina   | Facundo Bagnis                | 117      | 3              |
| Brasile     | Felipe Meligeni Alves         | 143      | 4              |
| Germania    | Yannick Hanfmann              | 153      | 5              |
| Argentina   | Santiago Fa Rodríguez Taverna | 158      | 6              |
| Argentina   | Renzo Olivo                   | 169      | 7              |
| Argentina   | Juan Manuel Cerúndolo         | 186      | 8              |

* Ranking al 12 settembre 2022.

### Altri partecipanti
I seguenti giocatori hanno ricevuto una wild card per il tabellone principale:
- Alex Barrena
- Lautaro Midón
- Juan Bautista Otegui

Il seguente giocatore è entrato in tabellone come alternate:
- Facundo Juárez

I seguenti giocatori sono passati dalle qualificazioni:
- Ignacio Monzón
- Juan Pablo Paz
- Franco Emanuel Egea
- Orlando Luz
- Alejo Lorenzo Lingua Lavallén
- Matías Franco Descotte

## Campioni

### Singolare
Nicolás Kicker hanno sconfitto in finale  Mariano Navone con il punteggio di 7–5, 6–3.

### Doppio
Hernán Casanova /  Santiago Fa Rodríguez Taverna hanno sconfitto in finale  Facundo Juárez /  Ignacio Monzón con il punteggio di 6–4, 6–3.